# 유양 (진정왕)
진정왕 유양(眞定王 劉楊 혹 劉陽 혹 劉揚, ? ~ 26년)은 중국 전한, 후한의 황족·제후왕으로, 진정공왕 유보의 아들이자 후한 광무제의 첫 황후 곽황후의 외숙이다.

## 사적
아버지가 죽자 그 뒤를 이어 진정왕이 되었다.
원시 5년(5년), 신창(信昌)에 작은아버지 유광이 봉해져 진정국에서 이탈했다.
시건국 원년(9년)에 왕망이 신나라를 세우고 전한을 멸하면서 진정공으로 폄작되었고, 이듬해에는 공작위가 폐지되면서 작위를 잃었다.
신나라가 혼란에 빠지고 왕랑(王郞)이 유자여(劉子輿)를 사칭하며 세력을 떨치자, 거병하고 왕랑에게 귀부하여 십여만의 무리를 거느렸다. 후한 광무제의 장군 유식(劉植)의 유세를 받아들여 광무제에게 귀순했다. 광무제가 진정나라에 머무르면서 유양의 생질녀 곽황후와 혼인했고, 곽황후의 친정이 있는 칠리에서 베푼 연회에 참가해 축(筑)을 치며 기뻐했다. 이후 한단(邯鄲)을 함몰하고 왕랑을 타도하는 데 참여했다.
이후 진정왕으로 있다가, “붉은 것 아홉 뒤에는, 혹 난 양(揚)이 주가 된다.[赤九之後, 癭揚為主.]”라는 참언을 지어내 혹을 앓는 자신에게 끼워맞춰 대중을 선동하고 영내의 도적 면만적(綿曼賊)과 통했다. 광무제는 건무 2년(26년)에 기도위(騎都尉) 진부(陳副)와 유격장군(游擊將軍) 등륭(鄧隆)을 보내 유양을 불렀으나 유양은 문을 걸어닫고 만나지 않았다. 광무제는 장군 경순(耿純)을 보내 기주와 유주에 사면령을 내리고 왕후들을 위문하게 하면서, 비밀리에 유양을 사로잡게 했다. 경순은 진부와 등륭을 만나 전사에 머물렀고, 유양은 경순이 자기 일족의 여자의 소생이기에 경계를 풀고 아우 임읍후(臨邑侯) 유양(劉讓), 종형 유세(劉細)와 함께 각각 1만여 병사를 끼고 경순을 만났다. 그러나 이것은 경순의 속임수였고, 유양 등은 경순에게 주살되었다. 광무제는 유양 등이 죽은 것을 불쌍히 여겨 유양의 아들 유득을 진정왕으로 삼았다.